# 南アフリカの国旗 (1928年-1994年)
この項で説明する南アフリカの国旗（みなみアフリカのこっき、英語: Flag of South Africa、アフリカーンス語: Vlag van Suid-Afrika）は、南アフリカ連邦（Union of South Africa）が1928年に定めて使用を開始し、南アフリカ共和国が1961年の成立から1994年までの間に使用した国旗である。また南西アフリカ（現在のナミビア）でも、南アフリカに委任統治されていた1928年から、南アフリカの支配下から脱した1990年までの間使用されていた。オランダの過去の国旗であるオレンジ・白・青の「プリンスの旗」に基づいており、中央には左からユニオンジャック、縦向きにしたオレンジ自由国の旗、トランスヴァール共和国の旗をあしらっていた。
イギリスの自治領であった南アフリカ連邦（1910年-1961年）で、白人のうち多数派のアフリカーナー（オランダ系人）労働者を基盤とした国民党が1924年の総選挙で政権を獲得し、アフリカーナー民族主義に基づく諸政策を進めた。その際、国旗の中にイギリスの旗を見たくないというアフリカーナーの民族感情に基づき、それまで左上四分の一に大きくユニオンジャックをあしらっていた国旗が全面的に改められることになった。イギリスの旗を除去することに抵抗するイギリス系人との3年間にわたる争いの末、アフリカーナーが望んだ「プリンスの旗」に基づきつつも、妥協として小さくユニオンジャックをあしらった国旗が1928年に制定された。
国民党政権は何度も国旗の中のイギリス要素を除去しようとしたが失敗し、そのうちにアパルトヘイト政策に対する黒人国民や国際社会からの抗議が激しくなる中、この旗は「アパルトヘイトの旗」とみなされるようになっていった。アパルトヘイト政策撤廃後の1994年に、ネルソン・マンデラの言葉であるレインボーネーションからレインボーフラッグ（英語: Rainbow-Flag）とも呼ばれる新しい南アフリカ国旗が制定されて旧国旗は廃止されたが、その後は旧国旗がアフリカーナーの歴史と文化の遺産を象徴する旗なのか、白人によるレイシズムを象徴する旗なのかが絶えず問題となっている。

## 歴史

デファクトの自治領国旗である、レッドエンサインをもとにした南アフリカの旗（1910年-1928年）

オランダの旧国旗、「プリンスの旗」

1652年に成立したオランダ東インド会社のケープ植民地は、オランダの国旗に東インド会社の「VOC」のマークの入った旗を掲げていたが、ナポレオン戦争時にイギリスに占領されその植民地となった。イギリス植民地支配に抵抗し、1830年代よりグレート・トレックで内陸に移民したオランダ系白人（アフリカーナー）たちは内陸部にオレンジ自由国・トランスヴァール共和国・ナタール共和国といったボーア諸共和国を建て、いずれも赤・白・青のオランダ国旗を国旗の中にあしらっていた。これらの国々はボーア戦争によってイギリスに敗北しその植民地となり、アフリカーナーの間には深い恨みが残った。

### アフリカーナー民族主義者の新国旗
これらの植民地をまとめて1910年に成立した自治領・南アフリカ連邦では、自治領旗はユニオンジャックであったが、非公式にイギリスのレッド・エンサインに自治領紋章を入れた旗を事実上の国旗代わりに使っていた。しかし支配階級だったイギリス系人にはユニオンジャック以外の旗を使うことが好まれず、白人の多数派かつ下層階級となっていたアフリカーナーにはユニオンジャックが旗に入っていること自体受け入れがたいことであった。1924年にアフリカーナーの農民や労働者を基盤とした国民党が総選挙で勝利しJ・B・M・ヘルツォーク政権が誕生すると、翌1925年にアフリカーナーの要望をもとに新国旗制定法案を議会に上程した。イギリス系人はユニオンジャックを国旗から取り除こうというこの法案に反対し、ナタール州では連邦脱退運動も発生した。3年にわたる激しい争いの末、1928年に妥協として正式な旗が定められた。
この旗は、オランダがウィレム1世のもとでの対スペイン独立戦争で掲げて戦った「プリンスの旗」（Prinsenvlag, オレンジ・白・青の三色旗）をもとにしており、これはアフリカーナーの希望に沿うものだった。一方、旗の中央の白い部分には、左からケープ植民地およびナタール植民地のユニオンジャック、オレンジ自由国の国旗（縦向き）、トランスヴァール共和国の国旗を小さく並べてその対等性を示していた。ユニオンジャックが三つの旗のうち一番旗竿側の良い位置を占めたことはイギリス系人に対する譲歩だった。
1927年、南アフリカ連邦ではユニオンジャックと新しい旗がともに国旗の待遇を受けるという国旗・国籍法案が上程され、1928年に発効し、ケープタウンの議会とプレトリアの政府庁舎に両方の旗が掲げられた。アフリカーナーは新しい旗を「オレンジ・白・青」（オランイェ・ブランイェ・ブラウ、Oranje, Blanje, Blou）と呼んだ。しかしユニオンジャックを国旗から除去することができなかった内務大臣のダニエル・フランソワ・マランは、旗の中央の小さな三つの旗を「いつの日か剥がれ落ちるであろうカサブタ」と述べている。

### 制定後の反英感情
黒人への譲歩を進めていたヤン・スマッツ政権に対し1948年の総選挙でマラン率いる国民党が大勝すると、マランは有色人種に対するアパルトヘイト政策を強力に推進する一方で、ついに「旗についた血痕」であるユニオンジャックを国旗から取り除こうとしたが、結局失敗した。1957年には『女王陛下万歳』との共同国歌であった『南アフリカの呼び声』を単独国歌としたのと同時に、共同国旗からユニオンジャックを除いて南アフリカ連邦国旗のみを国旗とした。
1961年に南アフリカ連邦がイギリス連邦から離脱し、君主制国家から共和国に移行したが、国旗のデザインに変更はなかった。1968年、バルタザール・フォルスター首相が1971年の共和政10周年を機に新国旗を制定しようという提案を行ったが、結局この時も変更はなされなかった。国旗が変わらない間に南アフリカの国家イメージはアパルトヘイト政策のために著しく悪化し、ついにオレンジ・白・青の旗は「アパルトヘイトの旗」という悪名を得ることになった。このころ、各所に掲げられている国旗の色合いがまちまちであり、しかも初期の南アフリカ連邦国旗がイギリス国内で製造されたために、ユニオンジャックの紺色と同じ深い青色が使われていることがわかり、議論が起こった。1982年には国旗制定当時に意図されていたような淡い青（ソルウェイブルー、Solway blue）が正式な色合いだと定められた。

1928年から1982年までの、色の濃い国旗
オランダの旧国旗、「プリンスの旗」
2:1比の国旗。1941年の『South Africa Marches On』で確認することができる[15]
1982年から1994年までの国旗

### 反アパルトヘイト運動と国旗

アフリカ民族会議（ANC）の旗。アパルトヘイト時代は厳禁されていた

1992年バルセロナオリンピックで、南アフリカ選手団が国旗の代わりに使用した旗

アパルトヘイトに結び付くようになった「オレンジ・白・青の旗」は、反アパルトヘイト運動の標的となった。リベラル派の白人女性が作った人権団体ブラック・サッシュや、黒人民族主義団体で、非合法化後は国内外で反アパルトヘイト運動を繰り広げたアフリカ民族会議（ANC）の武装部門であるウムコントゥ・ウェ・シズウェ（民族の槍）は、自分たちのシンボルを掲げて南アフリカ国旗の掲揚に対する抗議を繰り広げた。しばしば南アフリカ国旗は公共の場から引きずり降ろされて、禁止されていたANCの旗に取り換えられた。また南アフリカ国内の反アパルトヘイト運動では南アフリカ国旗が燃やされることもしばしばあった。
1989年、フレデリック・ウィレム・デクラーク新首相の下でアパルトヘイト政策の解体が始まり、アフリカ民族会議（ANC）の活動が認められ、ANC指導者ネルソン・マンデラが釈放された。ANCはデクラーク政権に、新国旗が定められるまでの間、黒人国民の多くがアパルトヘイトやアフリカーナー民族主義と結びつけて考えている当時の国旗の使用を、公共の場から徐々に減らすよう要請している。政権側とANC側の協議が続き、1992年のアパルトヘイトの終了に関する国民投票では、投票権のあった白人国民の68%が終了に賛成する結果となり、国際ラグビーフットボール評議会（現在のワールドラグビー）がラグビー南アフリカ共和国代表のテストマッチ参加を許すことにつながった。ANCは代表チームに対し、オレンジ・白・青の旗が南アフリカを代表するものとして使われない限り、チームがこの国旗を使うことを認めた。1992年の南アフリカ代表対ニュージーランド代表の復帰テスト試合では、保守党がANCに対する抵抗として、大部分が白人の観客に国旗を配って振らせるということが行われている。1992年バルセロナオリンピックでは、南アフリカ選手団が1960年以来のオリンピック復帰を果たしたが、南アフリカスポーツ連盟・オリンピック委員会のためにデザインされた特別の旗の下での参加となった。このオリンピックでは、大会関係者が白人南アフリカ人観客に国旗持ち込みをやめさせようとしたが、観客席ではオレンジ・白・青の旗が振られた。

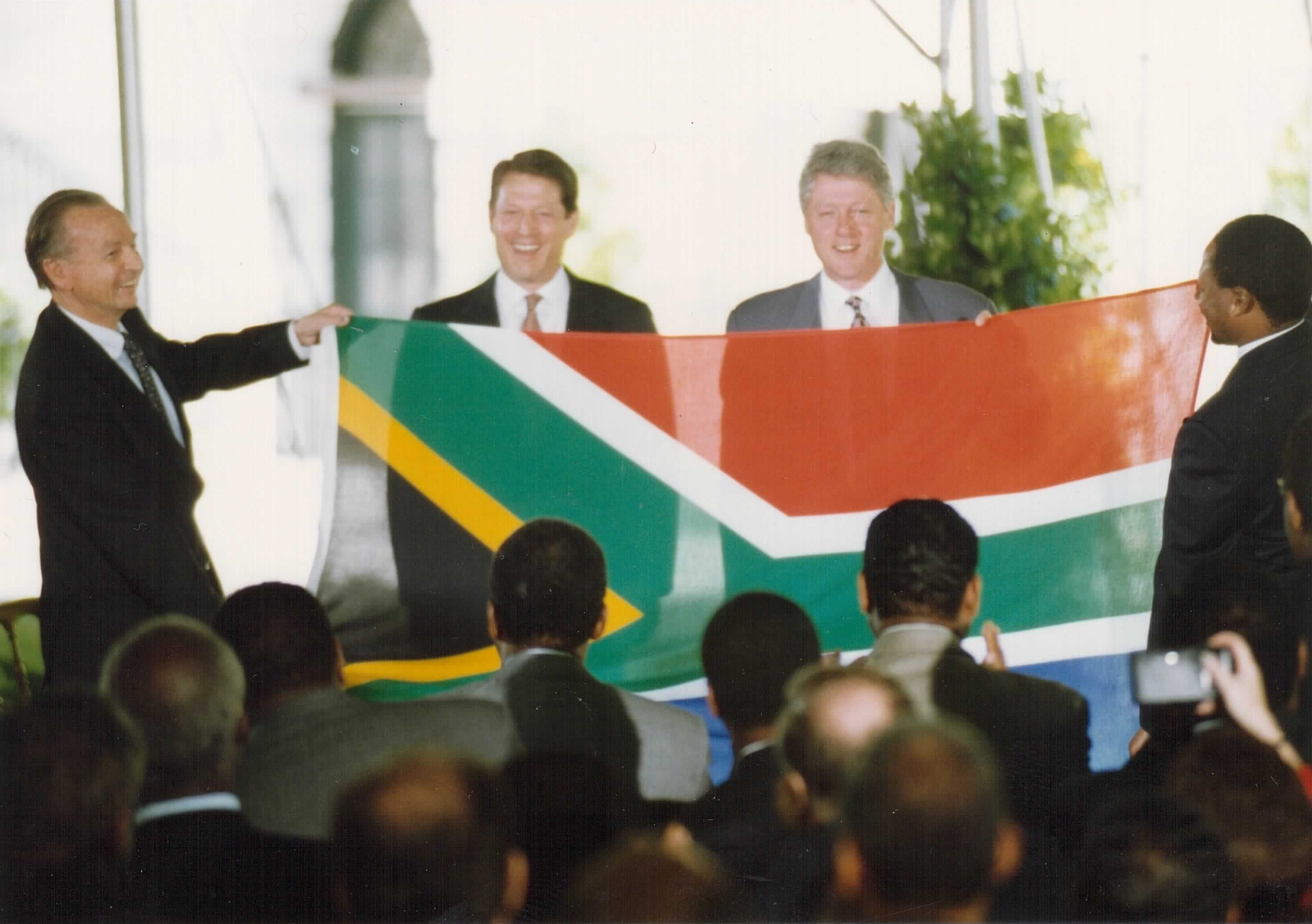
新しい暫定国旗を南アフリカ駐米大使から紹介されるアメリカ合衆国のビル・クリントン大統領（1994年5月）

一方、新しい国旗と国章については、1991年12月20日に開催された民主南アフリカ会議（CODESA、アパルトヘイトを終わらせ南アフリカの新憲法や新政体を決めるために、政府とANCを中心に、全人種の全政党が集められて協議した会議）での議題の一つとなった。1993年8月、CODESAは国の新しいシンボルを決めるための委員会設置を決め、同年新しい国旗・国章のコンペティションが開催された。委員会は7000件以上の提案を受け付け、そのうちいくつかが予選を通り国民に公表されたが、支持を多く集めた案は一つもなかった。これに対していくつかのデザイン会社が指名されて新国旗案を提案したが、これらについても国民の支持は得られなかった。
1994年2月、前年末にアパルトヘイト廃止交渉をまとめ上げたANCのシリル・ラマポーザと国民党政権のロエルフ・メイヤーに国旗問題の解決が託された。南アフリカ国家紋章官のフレッド・ブラウネル（Fred Brownell）が、アパルトヘイト廃止後最初の全人種による総選挙までの間に南アフリカ新国旗を定めるためのデザイナーになるよう打診された。ブラウネルは旧国旗にANCの旗を組み合わせて新しい南アフリカ暫定国旗をデザインした。デクラークとマンデラの個人的な承認を得た後、1994年3月15日の暫定執行評議会（Transitional Executive Council: TEC）で全会一致で承認された。デクラーク首相は4月27日の全人種総選挙の1週間前の4月20日に旧国旗の廃止と暫定国旗の制定を公布した。総選挙の日、ケープタウンの議事堂では、「降ろせ、降ろせ！」と叫ぶ反アパルトヘイトの観衆が見守る中、旧国旗最後の国旗降納式が行われた。
アパルトヘイト廃止後の暫定憲法によれば、暫定国旗は5年間は変更せず、その後に新憲法制定時に暫定国旗をそのまま国旗とするか、新国旗を定めるかを決めることになっていた。しかしこの暫定国旗には大きな反対はなく、制憲会議は1995年に暫定国旗を変更しないことを決めた。1997年に公布された南アフリカ共和国新憲法では、暫定国旗のデザインが国旗として正式に定められた。

### 1994年以後

1994年以後の南アフリカ国旗

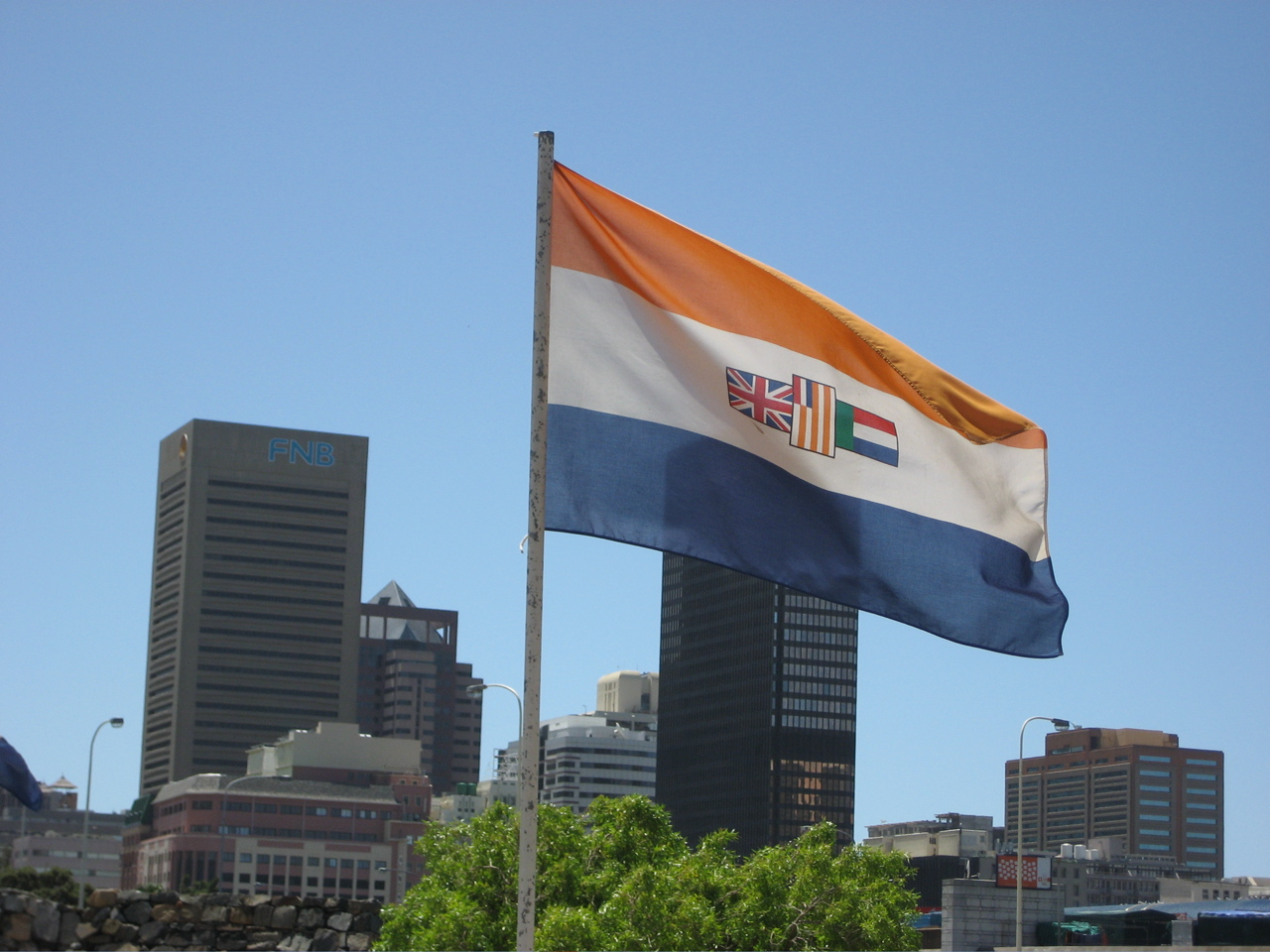
キャッスル・オブ・グッドホープに掲揚されていた旧国旗（2006年）

旧国旗「オレンジ・白・青」は廃止以後も南アフリカ国内で議論の対象になっている。アフリカーナーの間では自分たちの歴史と遺産のシンボルであると考える人もいる一方、アパルトヘイトと白人至上主義の象徴だと考え、その使用に強く反対する人も多い。2019年までは旧国旗の掲揚は違法ではなく、その掲揚は南アフリカ共和国憲法により言論と表現の自由として保護されていた。
21世紀に入り、旧国旗は南アフリカ国外からは次第に白人至上主義の旗として見られるようになっていった。特に、2015年にアメリカ合衆国サウスカロライナ州チャールストンで、黒人教会で白人至上主義者が乱射する事件が発生すると、容疑者の青年がアパルトヘイト時代の南アフリカ国旗と白人至上主義時代のローデシアの旗（1968年-1979年）をあしらったジャケットを着て映っている写真をネットにアップロードしていたことから、旧国旗はますますレイシストの旗という見方をされるようになった。このため、歴史的文脈から旧国旗が使われるような場合でも、その使用をやめるよう訴えるような動きも起きている。オーストラリアのニューサウスウェールズ州のクーマ（Cooma）では、第二次世界大戦後に多数のダムを灌漑などのために建設した「スノーウィー山脈計画」（Snowy Mountains Scheme）に参加した各国の労働者を記念するため、旧カナダ国旗（レッド・エンサイン）、49個の星が描かれていた時代のアメリカ合衆国国旗、その他1959年当時の各国国旗が掲揚されているが、アパルトヘイトの旗である旧南アフリカ国旗を降ろせという抗議が2016年に寄せられた。ケープタウンの要塞跡地であるキャッスル・オブ・グッドホープでは、オランダから現代の南アフリカに至るまでこの地を治めた国の旗を掲揚しているが、その中には1928年から94年までの旧国旗も含まれる。1994年の段階では、歴史上の旗の掲揚ということで旧国旗を掲揚し続けることへの合意があった。しかし2012年、ANCから出ている国会議員がこの旗に不満を表明したことをきっかけに、現在の国旗以前の古い旗は全部撤去され、屋内の博物館に移動された。
また旧国旗は1994年以後も、白人による黒人に対する抗議のために使われている。2005年、南アフリカ北部のルイス・トリハート市で、ヴェンダ人の部族国家の19世紀後半の王であったマカド（Makhado）の像に、オレンジ・白・青のペンキがかけられて汚損されるという事件があった。これはグレート・トレックのリーダーの一人、ルイス・トリハートにちなむ地名を「マカド」に改名しようという提案への抗議であった。南アフリカ人の中には、ANC政権の「失政」に対してオレンジ・白・青の旗を振り始める者もいる。
2019年、平等促進・不当差別防止法（Promotion of Equality and Prevention of Unfair Discrimination Act：PEPUDA）に基づいて開廷された平等裁判所で、旧国旗の公的な場での掲示はヘイトスピーチとして認められるという判決が下された。ジャーナリスティックな目的、学術上の目的、芸術上の目的での掲示は例外とされている。裁判官は、「（アパルトヘイトの旗の）掲示は、生まれたばかりの我々の人種差別のない民主主義に打撃をあたえる。…アパルトヘイト後の南アフリカで、礼儀正しい互いの関わり合いの象徴となった、『ウブントゥ』 (ズールー語: Ubuntu) / 『ボソ』 (ソト語: botho) （いずれも「他者への思いやり」を意味するアフリカ南部の伝統思想）に対する侮蔑ともなる」と述べている。2023年6月、最高裁判所は禁止を部分的に支持し、公的な場所への掲揚は違法であるとの判決を下したが、家の中などでの私的な掲示が違法かどうかについては判断を下さなかった。

## 軍旗の変遷

### 国防軍旗

?1947年から1981年までの国防軍旗
?1981年から1994年までの国防軍旗

### 陸軍旗

?1973年から1994年までの陸軍旗

### 軍艦旗

?1946年から1951年までの軍艦旗
?1951年から1952年までの軍艦旗
?1952年から1959年までの軍艦旗
?1959年から1981年までの軍艦旗
?1981年から1994年までの軍艦旗

### 空軍旗

?1940年から1951年までの空軍旗
?1951年から1958年までの空軍旗
?1958年から1967年までの空軍旗
?1967年から1970年までの空軍旗
?1970年から1981年までの空軍旗
?1981年から1982年までの空軍旗
?1982年から1994年までの空軍旗